# Grosourdya
Grosourdya – rodzaj roślin z rodziny storczykowatych (Orchidaceae). Wszystkie 26 gatunków są epifitami rosnącymi w równikowych lasach deszczowych na wysokościach do 1600 m n.p.m. Rośliny występują w takich krajach i regionach jak: Andamany, Borneo, Hajnan, Jawa, Małe Wyspy Sundajskie, Malezja, Moluki, Filipiny, Celebes, Sumatra, Tajlandia, Wietnam.

## Systematyka
Rodzaj sklasyfikowany do podplemienia Aeridinae w plemieniu Vandeae, podrodzina epidendronowe (Epidendroideae), rodzina storczykowate (Orchidaceae), rząd szparagowce (Asparagales) w obrębie roślin jednoliściennych.
Wykaz gatunków
- Grosourdya appendiculata (Blume) Rchb.f.
- Grosourdya bicornuta J.J.Wood & A.L.Lamb
- Grosourdya bigibba (Schltr.) Kocyan & Schuit.
- Grosourdya callifera Seidenf.
- Grosourdya ciliata (Ridl.) Kocyan & Schuit.
- Grosourdya decipiens (J.J.Sm.) Kocyan & Schuit.
- Grosourdya emarginata (Blume) Rchb.f.
- Grosourdya fasciculata (Carr) Kocyan & Schuit.
- Grosourdya incurvicalcar (J.J.Sm.) Garay
- Grosourdya leytensis (Ames) Kocyan & Schuit.
- Grosourdya lobata (J.J.Wood & A.L.Lamb) Kocyan & Schuit.
- Grosourdya milneri P.O'Byrne, Gokusing & J.J.Wood
- Grosourdya mindanaensis (Ames) Kocyan & Schuit.
- Grosourdya minutiflora (Ridl.) Garay
- Grosourdya minutissima P.T.Ong & P.O'Byrne
- Grosourdya multistrata P.O'Byrne, J.J.Verm. & S.M.L.Lee
- Grosourdya muscosa (Rolfe) Garay
- Grosourdya myosurus (Ridl.) Kocyan & Schuit.
- Grosourdya nitida (Seidenf.) Kocyan & Schuit.
- Grosourdya pulvinifera (Schltr.) Garay
- Grosourdya quinquelobata (Schltr.) Garay
- Grosourdya reflexicalcar P.O'Byrne & J.J.Verm.
- Grosourdya tripercus (Ames) Garay
- Grosourdya urunensis J.J.Wood, C.L.Chan & A.L.Lamb
- Grosourdya vietnamica (Aver.) Kumar & S.W.Gale
- Grosourdya zollingeri (Rchb.f.) Rchb.f.